# Єрмилов Василь Олексійович
Василь Олексійович Єрмилов (нар. 31 грудня 1913 (13 січня 1914), В'язники, Владимирська губернія, Російська імперія — 6 грудня 2000, Донецьк, Україна) — радянський футболіст і тренер.

## Спортивна кар'єра
На початку футбольної кар'єри виступав за московські команди майстрів «Харчовик» і «Червона Армія». Перший гол у вищому дивізіоні забив у ворота московського «Торпедо». Учасник Німецько-радянської війни.
У повоєнний час чотири сезони захищав кольори «Шахтаря». В одному з перших матчів зробив хет-трик у матчі з командою «Сталь» (Дніпропетровськ). Всі три голи забив головою, і це при зрості у 165 см.
| Команда             | Д-1  | Д-1  | Д-2  | Д-2  | Кубок | Кубок |
| Команда             | Ігри | Голи | Ігри | Голи | Ігри  | Голи  |
| ------------------- | ---- | ---- | ---- | ---- | ----- | ----- |
| «Харчовик» (Москва) | 6    | 1    | 19+  | 16   | 3     | 0     |
| «Шахтар» (Донецьк)  | 28   | 2    | 24   | 7    | 5     | 4     |
| Всього за кар'єру   | 34   | 3    |      | 23   | 8     | 4     |

Забиті м'ячі у вищій лізі:
| # | Дата       | Команда    | Суперник              | Рахунок | Остаточний рахунок | Воротар             |
| - | ---------- | ---------- | --------------------- | ------- | ------------------ | ------------------- |
| 1 | 12.11.1938 | «Харчовик» | «Торпедо» (Москва)    | 1–1     | 2–2                | Всеволод Виноградов |
| 2 | 25.05.1949 | «Шахтар»   | «Динамо» (Тбілісі)    | 2–3     | 2–3                | Володимир Марганія  |
| 3 | 04.07.1949 | «Шахтар»   | «Крила Рад» (Кубишев) | 1–2     | 1–2                | Всеволод Виноградов |

Незабаром після завершення ігрової кар'єри почав працювати помічником Олександра Пономарьова. 9 червня 1956 року замінив його на посаді головного тренера і очолював «шахтарів» до кінця наступного року. Надалі працював на різних посадах у клубах «Локомотив» (Донецьк), «Спартак» (Гомель) і «Шахтар» (Горлівка).
| Команда               | Головний тренер | Тренер    | Начальник команди |
| --------------------- | --------------- | --------- | ----------------- |
| «Шахтар» (Донецьк)    | 1956—1957       | 1953—1956 | —                 |
| «Локомотив» (Донецьк) | 1961—1962       | 1958—1960 | —                 |
| «Спартак» (Гомель)    | 1964—1965       | —         | —                 |
| «Локомотив» (Донецьк) | 1966—1969       | —         | —                 |
| «Шахтар» (Горлівка)   | —               | 1970—1971 | 1972              |